# Союз МС-22
Союз МС-22 «К. Е. Ціолковський» (№ 751) — російський транспортний пілотований космічний корабель, запуск якого до Міжнародної космічної станції відбувся 21 вересня 2022. Мета польоту — доставка до МКС учасників 68-ї експедиції. Командир корабля — космонавт Сергій Прокоп'єв, з ним полетіли бортінженери Дмитро Петелін і астронавт НАСА Франсіско Рубіо. Запуск корабля відбувся з космодрому Байконур за допомогою ракети-носія «Союз-2.1а». Політ корабля пройшов за двовитковою схемою зближення з МКС і становив близько трьох годин. Повернення на Землю відбулось 28 березня 2023 року.

## Екіпаж
| Космонавт        | Посада                 | № польоту       | Організація     |
| Основний екіпаж  | Основний екіпаж        | Основний екіпаж | Основний екіпаж |
| ---------------- | ---------------------- | --------------- | --------------- |
| Сергій Прокоп'єв | командир ТПК «Союз МС» | 2               | Роскосмос       |
| Дмитро Петелін   | бортінженер            | 1               | Роскосмос       |
| Франсіско Рубіо  | бортінженер            | 1               | НАСА            |
| Дублери          |                        |                 |                 |
| Олег Кононенко   | Командир ТПК «Союз МС» | 4               | Роскосмос       |
| Микола Чуб       | бортінженер            | 1               | Роскосмос       |
| Лорел О'Хара     | бортінженер            | 1               | НАСА            |

Екіпаж корабля був затверджений у травні 2021, до нього увійшли командир Сергій Прокоп'єв, бортінженери Дмитро Петелін і Ганна Кікіна . У тому ж складі вони були включені до дублюючого екіпажу ТПК «Союз МС-21» . Медичну комісію основний екіпаж пройшов наприкінці 2020 року, у 2021 році проходив тренування. Сергій Прокоп'єв має намір привітати жителів столиці Уралу Єкатеринбурга з 300-річчям, для цього візьме із собою прапор із гербом міста. Цю традицію космонавт заклав ще 2018 року, коли святкування дня міста розпочалося з його послання з космосу. Так, як на борт корабля космонавт може взяти 1,5 кілограма речей, Сергій Валерійович має намір прихопити з собою прапор Єкатеринбурга, прапор Єкатеринбурзького планетарію та Музею космосу у Верхній Пишмі, а також він візьме з собою прапор «Обласної газети» і предмети історією міста: фотографії, листівки та інші речі, на які поставить штемпель та повернувшись на Землю, ці речі стануть експонатами музею. Крім того, Прокоп'єв планує взяти з собою прапор Свердловської області, невеликі прапори єкатеринбурзької школи № 64 і Академії боксу Кості Цзю. Можливо вдасться доставити на МКС прапор, який зараз знаходиться в Антарктиді, у старшого брата Олександра Прокоп'єва, який знаходиться там у складі 66-ї Російської антарктичної експедиції.
Екіпаж корабля підбирали психологи Центру підготовки космонавтів ім. Ю. А. Гагаріна. Завданням було підібрати екіпаж так, щоб вони відчували себе комфортно протягом 6 місяців польоту на орбіті 400 кілометрів у замкнутому просторі. Бортінженер Дмитро Петелін народився в Казахстані, в 2000-х він навчався на аерокосмічному факультеті Південно-Уральського Державного Університету в Челябінську . Можливо, це стало одним із факторів його включення в місію під керівництвом Сергія Прокоп'єва . Петелін з 2012 року проходить підготовку до польоту. За минулі роки, він пройшов відпрацювання дій після приземлення взимку в лісі, степу, горах, умовах пустелі або напівпустелі на Байконурі, підйом до кабіни вертольота, парашутної та водолазної підготовки.

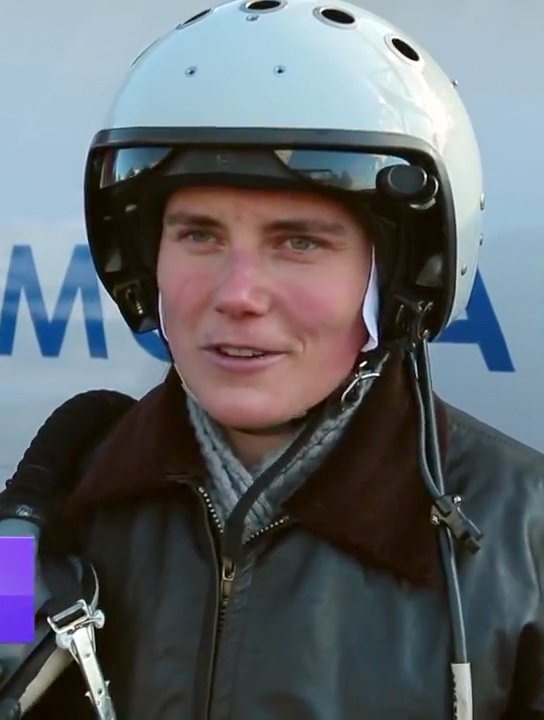
Ганна Кікіна

З 2021 року до складу основного екіпажу входить Ганна Кікіна, а до складу резервного екіпажу — космонавт Андрій Федяєв. У грудні 2021 року Дмитро Рогозін повідомив, що Кікіна полетить восени 2022 року на американському кораблі SpaceX Crew-5 за програмою перехресних польотів, у зв'язку з чим до складу екіпажу «Союзу» може бути включений астронавт НАСА. У січні 2022 року Роскосмос оголосив, що Анна Кікіна продовжує підготовку в складі основного екіпажу «Союз МС-22», але в разі підписання між Роскосмосом і НАСА угоди про «перехресні» польоти на МКС Анну Кікіну планують ввести до складу основного екіпажу корабля Crew Dragon (політ USCV-5), а замість неї до складу основного екіпажу корабля «Союз МС-22» увійде астронавт НАСА Франсіско Рубіо.
У січні 2022 року космонавту Миколі Чубу було відмовлено без пояснення причин у візі до США для відвідування Космічного центру ім. Ліндона Джонсона та проведення там п'ятитижневої сесії з ознайомлення з американським сегментом МКС. У Роскосмосі вважали, що рішення американської сторони загрожує безпеці космонавта на МКС. Після публікації цієї інформації у ЗМІ, віза космонавту Чубу для поїздки до США була видана через кілька днів, також американську візу отримала космонавт Анна Кікіна.
У травні 2022 року Рогозін заявив, що Роскосмос відкинув польоти російських космонавтів на американських кораблях через питання технічного і політичного характеру.
У червні 2022 року прем'єр-міністр РФ Михайло Мішустін підписав розпорядження про проведення переговорів між Роскосмосом і НАСА про перехресні польоти російських космонавтів і американських астронавтів на МКС. Перехресні польоти необхідні для того, щоб забезпечити безперебійну роботу МКС. Їх суть зводиться до того, що одне місце на кораблі «Союз» займає американський космонавт, а місце на американському космічному кораблі отримує російський космонавт.
25 червня 2022 року Кікіна вирушила до США для проходження чергового етапу підготовки до польоту на кораблі Crew Dragon.
15 липня 2022 року було підписано угоду між НАСА і Роскосмосом про перехресні польоти, внаслідок чого, Ганна Кікіна на МКС вирушить у складі екіпажу місії Crew-5, а її місце на «Союзі МС-22» займе Франсіско Рубіо.

## Історія
Старт місії заплановано на 21 вересня 2022 о 16:54 мск, з метою проведення шестимісячної місії МКС-68.
Очікується, що політ до МКС пройде за тригодинною схемою.

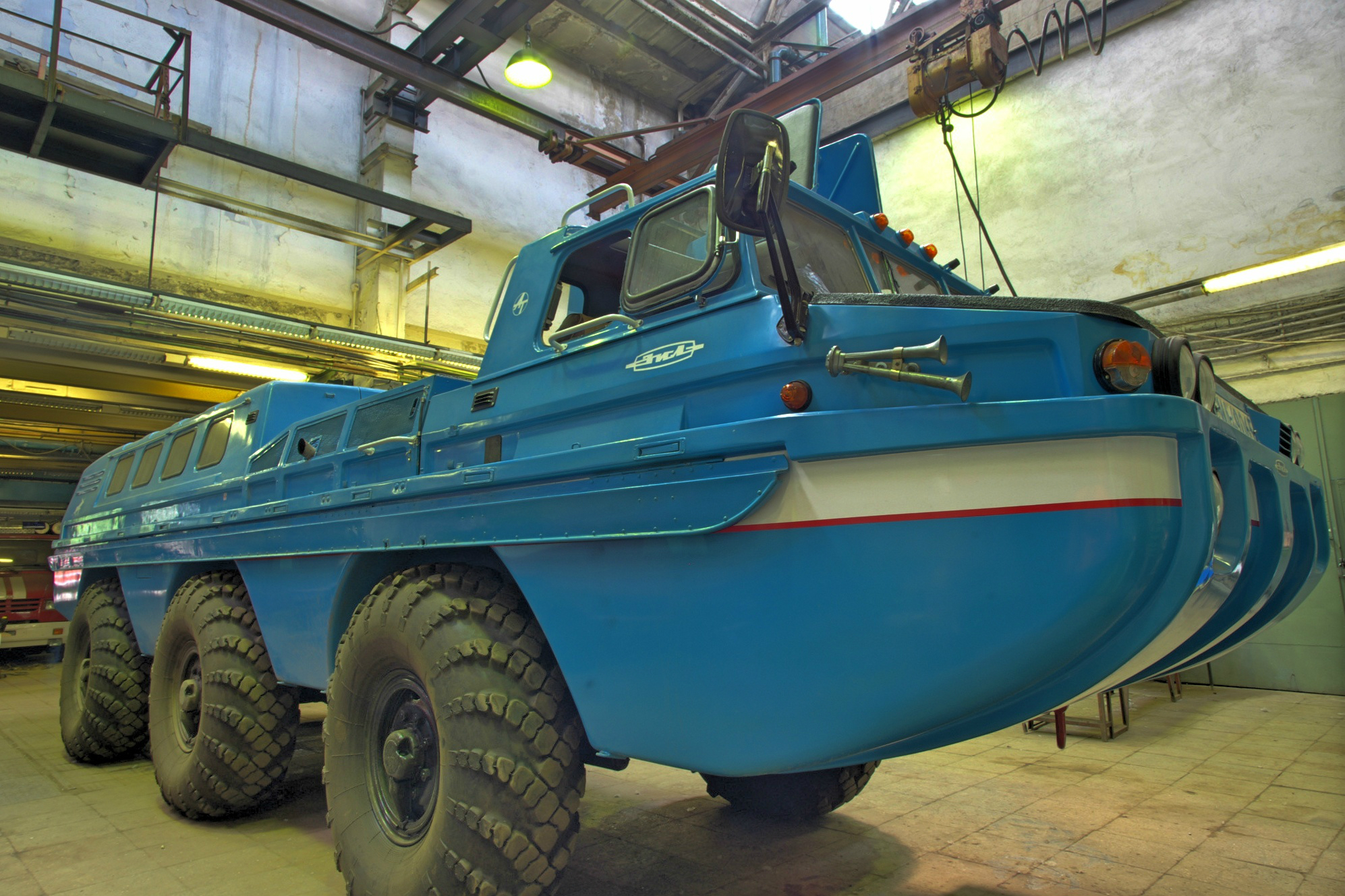
Синій птах

У лютому рятувальники ЦВО завершили підготовчий цикл тренувань перед участю у забезпеченні безпеки запусків та посадок космічних кораблів Союз МС-21, Союз МС-22 та Союз МС-19 . У ході навчань відпрацьовували дії наземної групи з використанням тренажера спускного апарата «Одіссей» . Виконали понад 1000 стрибків з парашутом з малих та великих висот від 200 до 4000 метрів з вертольотів та літаків. У фіналі навчань фахівців пошуково-рятувальної та парашутно-десантної служби було задіяно понад 200 військовослужбовців із понад 10 військових частин, екіпажі транспортно-бойових вертольотів Мі-8МТВ5-1, літаків Ан-26 та пошуково-евакуаційних машин ПЕМ-1 2 «Синій птах», фахівці Роскосмосу та Росавіації .
У червні 2022 року на станцію Тюратам космодрому Байконур прибув головний обтічник під пілотований корабель Союз МС-22, його буде транспортовано на майданчик № 254 і розміщено на робочому місці для проведення підготовчих робіт. Серія експериментів на борту МКС з 3D-принтером стартує восени 2022. Космонавт Олег Артем'єв розповів, що експерименти з виготовлення деталей МКС на борту станції повинні розпочатися між прильотом екіпажу та відбуттям корабля Союз МС-21. 3D-принтер був доставлений на МКС на вантажному кораблі Прогрес МС-20 4 червня 2022 року.
27 липня 2022 року «Роскосмос» оголосив, що пілотований корабель «Союз МС-22» отримає власне ім'я — його буде названо на честь російського вченого, винахідника і основоположника теорії освоєння космічного простору Костянтина Ціолковського, якому 17 вересня виповнюється 165 років від дня його народження. На ракету-носій «Союз-2.1а» нанесено портрет Ціолковського і напис «165 років від дня народження К. Е. Ціолковського».
24 серпня 2022 року голова ради директорів кіностудії «Союзмультфільм» Юліана Слащева вручила космонавту Роскосмосу Сергію Прокоп'єву плюшеву фігурку Чебурашки, яка стане індикатором невагомості корабля «Союз МС-22» у польоті.
18 вересня 2022 року ракету-носій «Союз-2.1а» з пілотованим кораблем «Союз МС-22» транспортували на стартовий комплекс 31-го майданчика космодрому Байконур, де після встановлення її у вертикальне положення, спільний розрахунок підприємств Держкорпорації «Роскосмос» розпочав підготовку до пуску.

### Політ
21 вересня 2022 року о 16:54:49 мск (13:54:49 UTC) відбувся запуск корабля «Союз МС-22» на ракеті-носії «Союз-2.1а» з 31-го майданчика космодрому Байконур. Політ проходив за двовитковою схемою зближення з МКС і становив трохи більше ніж три години. О 20:06:33 мск (17:06:33 UTC) корабель пристикувався в автономному режимі до модуля «Світанок» (МІМ-1). Запуск корабля «Союз МС-22» став першим у рамках угоди Роскосмосу та НАСА про перехресні польоти.

## Емблема екіпажу
Емблема екіпажу виконана у формі кола. У верхній частині нанесені: позивний екіпажу — «Алтай» і державні прапори країн-учасниць польоту (зліва Росії, праворуч США). У тому ж полі внизу вписані прізвища учасників експедиції на МКС. У верхній частині внутрішнього кола представлено: вгорі — стилізоване зображення станції, внизу — зображення пілотованого корабля «Союз МС». Під кораблем — назва і його порядковий номер корабля «Союз МС-22», напрямок польоту якого спрямований до МКС. Під ним — зображення Землі. МКС оточують три зірки, що відповідають кількості членів екіпажу корабля. Лебідь символізує командира екіпажу — полковника Повітряно-космічних сил Російської Федерації Сергія Прокоп'єва, який під час проходження військової служби літав на літаку Ту-160, який російські пілоти називають «Білий лебідь». Праворуч від трьох зірок — стилізоване зображення черепахи, що символізує назву набору астронавтів НАСА 2017 року Turtles (англ. «черепахи»), учасником якого є Франсіско Рубіо. Поруч із лебедем розміщено фігуру у формі вітрила, утворену трьома дугами кіл, радіуси яких пропорційні радіусам трьох небесних тіл: Землі, Марса і Місяця. Це емблема набору до загону космонавтів Роскосмосу, до якого було відібрано Дмитра Петеліна.